# Wcielenie
Wcielenie (łac. incarnatio) – chrześcijańska prawda wiary głosząca, iż Druga Osoba Trójcy Świętej, Jezus Chrystus, przyjął ludzkie ciało oraz ludzką naturę. Pojęcie to pochodzi z Ewangelii Jana 1,14: et Verbum caro factum est („a Słowo stało się ciałem”).
Nauka o wcieleniu jest obecna w głównych wyznaniach chrześcijańskich (katolicyzm, protestantyzm i prawosławie), uznających Chrystusa za Boga i Syna Bożego, drugą osobę Trójcy Świętej. Wcielenie dokonało się mocą Ducha Świętego w łonie Maryi Panny podczas zwiastowania. Jezus Chrystus stał się prawdziwym Bogiem i prawdziwym człowiekiem: występują w nim jednocześnie dwie natury (ludzka i boska) zjednoczone w unii osobowej, co określa się jako „tajemnicę Wcielenia”.

## Interpretacje heterodoksyjne
Socynianie XVII wieku interpretowali incarnatio jako wcielenie Logosa, idealnego człowieka, a nie wcielenie osoby boskiej.
W XX w. także wśród teologów katolickich pojawili się niektórzy – reprezentujący tzw. „nową teologię”, jak np. Pier Schoonenberg – których interpretacja chrześcijańskiego dogmatu
wiary o Wcieleniu okazała się niezgodna z wiarą Kościoła. W 1972 r. Kongregacja Nauki Wiary wydała deklarację, w której podsumowane zostały błędne twierdzenia. W numerze 3 wskazano na negację jedności Osoby w Chrystusie:

W sposób oczywisty sprzeciwiają się tej wierze opinie, według których nie byłoby objawione i wiadome, że Syn Boży istnieje odwiecznie, w Misterium Boskości, różny od Ojca i Ducha Świętego; opinie, według których można by odrzucić pojęcie jednej osoby Jezusa Chrystusa, narodzonego przed wiekami z Ojca według natury Bożej i w czasie z Maryi Dziewicy według natury ludzkiej; a wreszcie stwierdzenie, według którego człowieczeństwo Jezusa Chrystusa istniałoby, nie jako przyjęte w wiecznej osobie Syna Bożego, ale raczej w sobie samym jako osoba ludzka, a w konsekwencji, że Misterium Jezusa Chrystusa opierałoby się na fakcie, że objawiający się Bóg byłby w najwyższym stopniu obecny w ludzkiej osobie Jezusa.